# Ciudadela de Laferrière
La Ciudadela Laferrière (en francés: Citadelle Laferrière; y en criollo haitiano: Sitadèl-Laferyè), conocida también como Ciudadela Henri Christophe, es una gran fortaleza localizada en el norte de Haití, en la cima de la montaña Bonnet à l’Évêque, cerca de Milot / Milo, a 27 kilómetros al sur de la ciudad de Cabo Haitiano. Es la fortaleza más grande del hemisferio occidental y la más grande de toda América. Fue designada Patrimonio de la Humanidad por la UNESCO en el año 1982. Actualmente es uno de los destinos más populares para los turistas que visitan el país.
Gracias a su colosal tamaño, la ciudadela se ha convertido en un símbolo nacional de Haití y ha aparecido en monedas, billetes, sellos postales y promociones del ministerio de turismo haitiano.

## Historia de la Fortaleza
En caso de intento de reconquista de la isla por Francia, él, Henri Christophe, Dios, mi causa y mi espada, podría resistir ahí, encima de las nubes, durante los años que fuesen necesarios, con toda su corte, su ejército, sus capellanes, sus músicos, sus pajes africanos, sus bufones. Quince mil hombres vivirían con él, entre aquellas paredes ciclópeas, sin carecer de nada. Alzado el puente levadizo de la Puerta Única, la Ciudadela La Ferrière sería el país mismo, con su independencia, su monarca, su hacienda y su pompa mayor...
Alejo Carpentier - El Reino de Este Mundo - El Sacrificio de los Toros

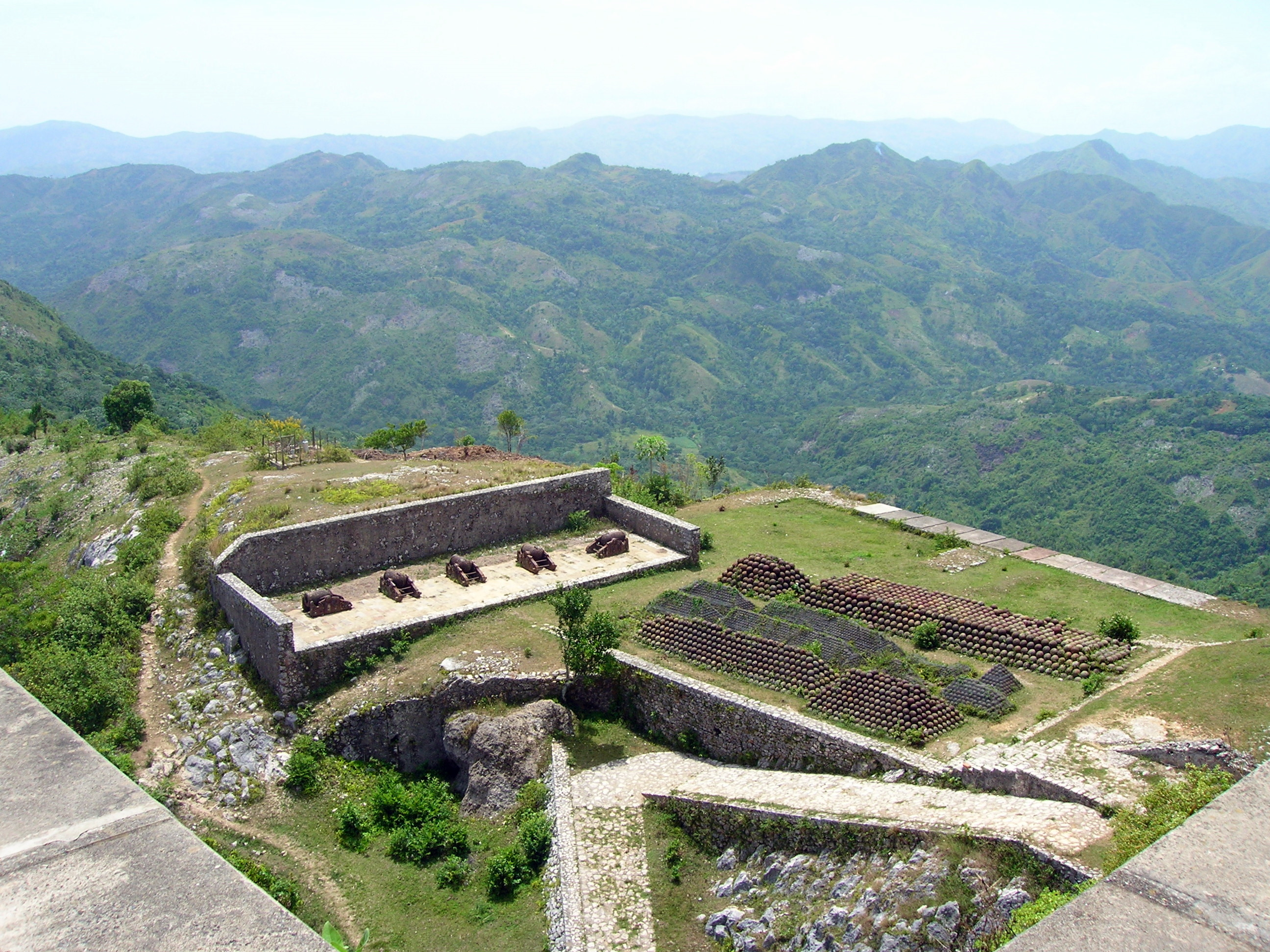
Armas (cañones y munición) de la ciudadela Laferrière.

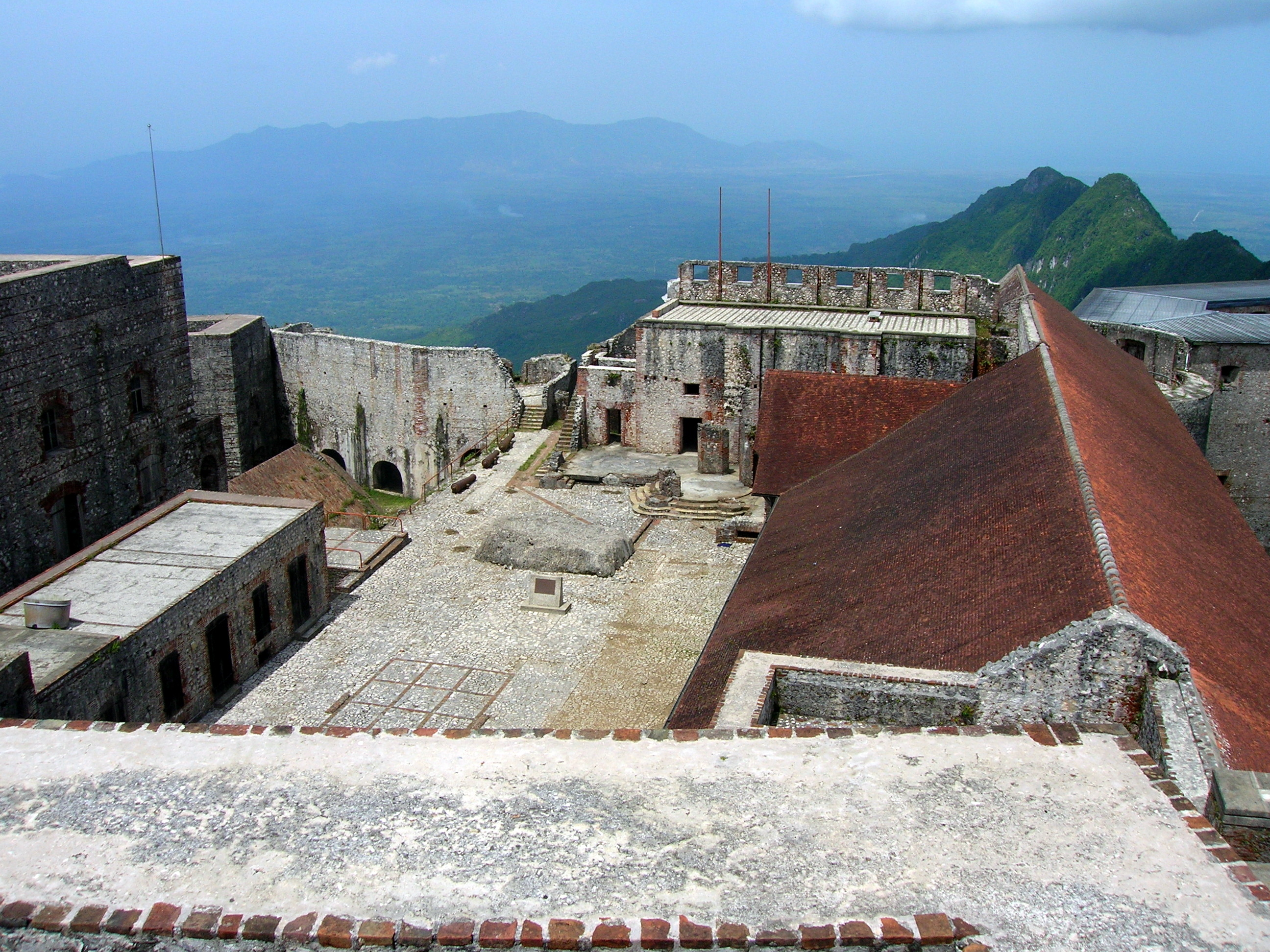
Vista de la ciudadela Laferrière desde su punto más alto.

La construcción de la Ciudadela comenzó en el año 1805 por órdenes de Henri Christophe, que en ese entonces era un general del ejército haitiano y jefe administrador de la región norte del país. Christophe ordenó su construcción (junto con la Fortaleza Jacques y la Fortaleza Alexandre) para defender a la recién nacida Haití de posibles invasiones por parte de Francia, que no quería aceptar que había perdido su colonia más valiosa en 1804. 
Se construyó varios kilómetros tierra adentro, a 900 metros de altura, en la cima de la montaña Bonnet à l’Évêque (lit. "Gorro de Obispo"), para divisar a tiempo ataques enemigos y vigilar los valles cercanos. Su construcción se tomó 15 años con mano de obra esclava que le costó la vida hasta a 20.000 ciudadanos de la reciente Haití durante todo el proceso. Según el folclore local, los obreros negros mezclaban el cemento con cal viva, melazas y sangre de animales (vacas, caballos y cabras) para que la unión entre los bloques de piedra fuera más sólida. 
También los obreros tomaban las pezuñas, los tendones y las pieles de animales; las ponían a hervir para hacer cola orgánica y la agregaban a la mezcla. También se dice que los obreros negros bañaban las murallas de la fortaleza con sangre de animales, para que los dioses del vudú le dieran protección a la estructura. Los haitianos equiparon la fortaleza con 365 cañones que fueron obtenidos de varias naciones. Al día de hoy, todavía hay pilas de balas de cañón amontonadas en la base de la fortaleza.
En 1806, Alexandre Pétion lanzó un golpe de Estado contra el emperador de Haití, Jean-Jacques Dessalines. El general Christophe, gracias a sus espías, estaba enterado de esto, pero nunca le advirtió a Dessalines, viendo su asesinato como un mal necesario que le permitiría alcanzar sus metas. La muerte de Dessalines dio paso a una lucha de poder entre Christophe y Pétion, que terminó con Haití dividido en dos estados: uno en el norte, gobernado por Christophe; y otro en el sur, gobernado por Pétión. Christophe comenzó su gobierno en el norte como presidente en 1807. Más tarde, se autodeclaró rey en 1811, estableciendo un reinado autocrático y represivo. 
En caso de una invasión, Christophe tenía planeado que su ejército quemara los valiosos cultivos y las reservas de alimentos a lo largo de la costa para que los invasores franceses no se abastecieran con ellos. Luego se retiraría a la fortaleza, estableciendo emboscadas a lo largo del único camino que conduce a la Ciudadela.
La fortaleza se terminó de construir en 1820. Ese mismo año, Christophe había sufrido un infarto, había perdido su prestigio político, su pueblo en el norte de Haití se rebeló contra él, y sus militares se amotinaron. Enfermo, Christophe optó por suicidarse disparándose una bala de plata en el pecho, en lugar de arriesgarse a sufrir un golpe de Estado y ser asesinado por sus enemigos. Sus seguidores más leales cubrieron su cuerpo con cal viva para que se descompusiera rápido, y lo sepultaron en uno de los patios interiores de la Ciudadela, para evitar que sus enemigos mutilaran su cadáver. 
Después de la muerte de Christophe, el presidente de Haití Jean-Pierre Boyer (el favorito de Pétion) reunificó el país bajo su gobierno. Boyer quería eliminar el aislamiento diplomático y comercial que Francia y sus aliados tenían sobre Haití, y la amenaza militar de Francia. Boyer y su gabinete sabían que la única manera de lograr esto era llegando a un acuerdo con la antigua metrópoli.
En 1825, Boyer y el francés barón de Mackau, firmaron un acuerdo: Francia reconocería Haití como país independiente y se comprometía a no invadirlo, a cambio de que Haití le pagara a Francia una suma de 150 millones de francos como indemnización para los colonos franceses que habían perdido sus plantaciones y cosechas durante la rebelión de los esclavos. El acuerdo fue firmado el 7 de abril de 1825 y Francia abandonó sus intentos de invasión. 
Una vez firmado el acuerdo, la amenaza militar de Francia sobre Haití desapareció y el ejército haitiano se retiró de la fortaleza, dejándola abandonada desde entonces. La fortaleza fue construida en espera de un ataque francés que nunca llegó. Jamás llegó a usarse en batalla.

## Descripción de la Fortaleza
Grandes cisternas y depósitos en el interior de la fortaleza fueron diseñados para almacenar suficiente comida y agua para 5000 soldados por hasta un año. La fortaleza incluía habitaciones de lujo para el rey y su familia, en caso de que necesitaran refugiarse dentro de sus muros. Otras instalaciones incluían mazmorras, cuartos de baño y hornos de panadería. También es visible la tumba del cuñado de Christophe, asesinado cuando explotó la sala de pólvora en la que se encontraba.

## Problemas de seguridad y estado de preservación
Después de visitar la ciudadela en julio de 2012, el presidente haitiano Michel Martelly criticó duramente al Instituto de Salvaguarda al Patrimonio Nacional de Haití (ISPAN) por el estado de deterioro de la fortaleza, el cual calificó de "Inaceptable". Su visita tenía la intención de evaluar el estado de la Ciudadela para su conservación, pero se negó a visitar sus niveles superiores, considerándolos inseguros para los visitantes.
A pesar de las deficiencias de Haití para preservar sus patrimonio cultural, las organizaciones internacionales han intervenido para ayudar, como el Fondo del Patrimonio Mundial, una organización sin fines de lucro con sede en California, que ha investigado Ciudadela para su conservación desarrollo comunitario, capacitación y revitalización del patrimonio. El proyecto se centraría tanto en la Ciudadela como en el cercano Palacio de Sans Souci, con la esperanza de preservar las estructuras como sitios turísticos seguros para promover el crecimiento económico local.